# One and Three Chairs
One and Three Chairs ist ein Kunstwerk von Joseph Kosuth aus dem Jahre 1965. Das Werk besteht aus einem Stuhl, einer Photographie dieses Stuhles und einem Lexikoneintrag mit einer Definition des Wortes "Stuhl".
Kosuth Arbeit "One and three chairs" markiert seinen Beginn der Konzeptkunst. Nach  Platos Gedanken zur Idee eines Gegenstandes hinterfragt er seine verschiedenen Erscheinungsformen – wirklicher Sessel, ein Foto desselben und ein Eintrag über ihn in einem Wörterbuch.
Der Fotograf gibt den Stuhl an seinem gegenwärtigen Ort im Raum wieder, so dass sich das Kunstwerk jedes Mal verändert, wenn es in einer neuen Umgebung installiert wird.
Zwei Elemente der Arbeit bleiben aber bestehen: das exakte Abbild eines Lexikonartikels über das Wort "Stuhl" und ein Diagramm, das Anweisungen für den Aufbau enthält. Diese beiden konstanten Bildelemente sind von Kosuth signiert worden. Eine Anweisung für den Installateur lautet dabei, einen Stuhl zu wählen, diesen vor einer Wand zu platzieren und ein Foto davon zu machen. Dieses Foto soll dann auf die Größe des Stuhles vergrößert und wiederum zur Linken des Stuhles aufgehängt werden. Schlussendlich soll eine Vergrößerung des Lexikonartikels zur Rechten des Stuhles aufgehängt werden, dessen obere Lehne mit der Fotografie abgestimmt werden soll.